# Gropșani
Gropșani – wieś w Rumunii, w okręgu Aluta, w gminie Vulpeni. W 2011 roku liczyła 768 mieszkańców. 